# Distretto di Ngorongoro
Il distretto di Ngorongoro è uno dei distretti in cui è amministrativamente suddivisa la regione di Arusha in Tanzania.

## Suddivisione amministrativa
Il distretto è diviso nelle seguenti circoscrizioni (wards), tra parentesi gli abitanti (censimento 2022):
1. Alailelai (11 526)
2. Alaitolei (4 496)
3. Arash (14 024)
4. Digodigo (4 994)
5. Enduleni (14 421)
6. Engaresero (7 697)
7. Enguserosambu (13 555)
8. Eyasi (2 800)
9. Kakesio (8 268)
10. Kirangi (8 061)
11. Maalon (10 842)
12. Malambo (12 076)
13. Misigiyo (6 989)
14. Nainokanoka (15 725)
15. Naiyobi (13 161)
16. Ngoile (5 384)
17. Ngorongoro (10 293)
18. Olbalbal (7 730)
19. Oldonyo-Sambu (5 431)
20. Oloipiri (9 917)
21. Oloirien (10 898)
22. Ololosokwan (16 503)
23. Orgosorok (11 161)
24. Pinyinyi (7 689)
25. Piyaya (6 203)
26. Sale (6 576)
27. Samunge (10 230)
28. Soit-Sambu (16 899)